# إلينا فيريتي
إلينا فيريتي (بالإيطالية: Elena Ferretti)‏ هي مغنية إيطالية، ولدت في 1960 في سان دوناتو ميلانيزي في إيطاليا.

## وصلات خارجية
- إلينا فيريتي على موقع ميوزك برينز (الإنجليزية)
- إلينا فيريتي على موقع ميوزك برينز (الإنجليزية)
- إلينا فيريتي على موقع ديسكوغز (الإنجليزية)
- إلينا فيريتي على موقع ديسكوغز (الإنجليزية)